# Elaine Chao
Elaine Lan Chao (Taipéi, República de la Xina, 26 de març de 1953) és una política nord-americana que va exercir el càrrec de secretària del Treball dels Estats Units durant el mandat del president George W. Bush –de 2001 a 2009– i secretària adjunta de Transport, sota les ordres del president George H. W. Bush. És la primera dona asiàtico-americana que ha format part del Gabinet dels Estats Units.
Abans d'assumir el càrrec, el president Donald Trump la va nomenar secretària de Transport. Va ser confirmada en el càrrec pel Senat dels Estats Units el 31 de gener de 2017 amb una votació de 93-6.